# Andrew Krivak
Andrew Krivak (Wilkes-Barre, 28 agosto 1963) è uno scrittore statunitense.

## Biografia
Nato a Wilkes-Barre, in Pennsylvania, vive a Somerville, nel Massachusetts.
Discendente di slovacchi emigrati negli Stati Uniti, è cresciuto in Pennsylvania, si è laureato alla Columbia University e alla Rutgers University e ha vissuto a Londra.
Dopo aver pubblicato un memoir sugli otto anni passati nella Compagnia di Gesù, ha esordito nella narrativa nel 2011 con il romanzo Il soggiorno, finalista al National Book Award e vincitore del Dayton Literary Peace Prize.

## Opere principali

### Romanzi
- Il soggiorno (The Sojourn, 2011), Rovereto, Keller, 2015 traduzione di Paola Vallerga ISBN 978-88-89767-76-4.
- Questa terra (The Signal Flame, 2017), Torino, Einaudi, 2018 traduzione di Giovanna Granato ISBN 978-88-06-23619-9.
- The Bear (2020)

### Memoir
- A Long Retreat: In Search of a Religious Life (2008)

### Curatele
- The Letters of William Carlos Williams to Edgar Irving Williams, 1902-1912 di William Carlos Williams (2009)

## Premi e riconoscimenti
- Chautauqua Prize: 2012 vincitore per Il soggiorno
- Dayton Literary Peace Prize: 2012 vincitore per Il soggiorno
- National Book Award per la narrativa: 2011 nomination per Il soggiorno